# Lynn County
Lynn County je okres ve státě Texas v USA. K roku 2010 zde žilo 5 915 obyvatel. Správním městem okresu je Tahoka. Celková rozloha okresu činí 2 313 km².